# Thouinia pseudopunctata
Thouinia pseudopunctata är en kinesträdsväxtart som beskrevs av Lippold. Thouinia pseudopunctata ingår i släktet Thouinia och familjen kinesträdsväxter. Inga underarter finns listade i Catalogue of Life.